# Jan Heintze
Jan Heintze (* 17. August 1963 in Tårnby) ist ein ehemaliger dänischer Fußballspieler. Er verbrachte den Großteil seiner Karriere in den Niederlanden bei der PSV Eindhoven und war dänischer Nationalspieler.

## Karriere

### Verein
Jan Heintze kam 1982 in die Niederlande zur PSV Eindhoven. 1988 war sein erfolgreichstes Jahr mit der PSV. Nach der niederländischen Meisterschaft 1987 gewann er gemeinsam mit Hans van Breukelen und Ronald Koeman unter Trainer Guus Hiddink den Europapokal der Landesmeister. Im Finale im Stuttgarter Neckarstadion wurde Benfica Lissabon mit 6:5 nach Elfmeterschießen besiegt. Nach 12 Jahren bei der PSV Eindhoven gab es für Heintze seitens des damaligen Trainers Aad de Mos keine Perspektive mehr.
1994 wechselte er nach zwölf Jahren bei der PSV Eindhoven in die deutsche Bundesliga und unterschrieb einen Vertrag bei Bayer 05 Uerdingen. Dass die Uerdinger damals Heintze verpflichteten, galt als Coup, und da Heintze seinen niederländischen Wohnsitz nicht aufgeben wollte und die Strecke zwischen seinem Wohnsitz sowie Krefeld rund 100 Kilometer betrug, nahm er das Angebot von Bayer 05 Uerdingen an. Nach dem Abstieg der Uerdinger aus der ersten Liga 1996 wechselte er zu Bayer 04 Leverkusen. Im Trikot der Leverkusener erlebte er zahlreiche Europapokalteilnahmen.
1999 wechselte er am Abschluss seiner Karriere zurück zur PSV Eindhoven. Heintze wurde 2000, 2001 und 2003 niederländischer Meister. 2003 beendete er seine Karriere.

### Nationalmannschaft
Am 14. Juli 1980 debütierte Heintze beim 2:1-Sieg gegen die Niederlande für die dänische U-19-Nationalelf. Für die U-19 spielte er 22-mal und erzielte vier Tore. Er nahm mit der U-19-Nationalelf 1981 an der U-18-EM in Deutschland teil. Sein letztes Spiel für die U-18 machte er beim 3:0-Sieg am 23. Februar 1982; gegen Portugal erzielte er zwei Tore.
Am 5. Mai 1982 spielte Heintze beim erstmals für die dänische U-21-Nationalelf; beim 1:1 gegen Schweden wurde er in der Anfangself aufgeboten. Heintze spielte 19-mal für die U-21-Nationalelf, wobei er kein Tor erzielte. Er nahm 1986 an der U-21-EM 1986 teil. Sein letztes Spiel für die U-21 absolvierte er am 26. März 1986 im Viertelfinal-Rückspiel der U-21-EM gegen England.
Am 29. April 1987 debütierte Heintze beim 1:0-Sieg im EM-Qualifikationsspiel gegen Finnland für die dänische A-Nationalmannschaft. Nach erfolgter Qualifikation wurde er auch für das Endturnier in Deutschland nominiert. Die dänische Mannschaft schied nach der Vorrunde aus, wobei Heintze in allen Gruppenspielen die gesamte Spielzeit absolvierte. Am 6. September 1989 erzielte er beim 1:1 im Testspiel im Amsterdamer Olympiastadion gegen die Niederlande sein erstes Länderspieltor.
Zu Beginn der Qualifikation zur Europameisterschaft 1992 war Heintze dabei, ehe ein Eklat das vorläufige Ende seiner Nationalmannschaftskarriere einleitete: Am 1. Mai 1991 beim Qualifikationsspiel gegen Jugoslawien wurde er von Trainer Richard Møller Nielsen auf die Ersatzbank verbannt. Daraufhin verließ er das Hotel, in dem die Nationalmannschaft übernachtete, und wurde vom dänischen Verband gesperrt. So verpasste er auch den Titelgewinn der Dänen bei der Europameisterschaft 1992. Nach der EM kam Heintze zwar noch zu vier Einsätzen, das Spiel gegen Nordirland am 18. November war aber sein vorerst letztes Länderspiel. Sein Comeback gab er am 9. November 1996 beim 1:0-Sieg gegen Frankreich. Auch bei der Weltmeisterschaft 1998 war er eine feste Größe, als Dänemark bis ins Viertelfinale vordrang, in dem man mit 2:3 gegen den späteren Finalisten Brasilien ausschied. Auch bei der Qualifikation zur Europameisterschaft 2000 wollte der damalige dänische Nationaltrainer Bo Johansson auf Heintze nicht verzichten. Nachdem sich Dänemark in der Relegation gegen Israel durchgesetzt hatte, schied man im Endturnier nach der Vorrunde ohne Punkt aus. Heintze war in allen Gruppenspielen dabei.
Der neue Nationaltrainer Morten Olsen, ehemaliger Nationalmannschaftskollege von Heintze, setzte ihn auch nach der Europameisterschaft ein. So wirkte Heintze in der Qualifikation zur Weltmeisterschaft 2002 mit, in der man sich als Gruppenerster durchsetzte. Bei der Weltmeisterschaft selbst spielte er noch in den ersten beiden Gruppenspielen gegen Uruguay und Senegal als Mannschaftskapitän. Nach dem Turnier trat er aus der Nationalmannschaft zurück, was er bereits vor dem Turnier angekündigt hatte. Seit seinem Comeback 1996 war er in allen 52 Länderspielen der Nationalmannschaft dabei, womit er einen nationalen Rekord einstellte.

## Erfolge
- Europapokal der Landesmeister-Sieger (1): 1988
- Niederländischer Fußballmeister (9): 1986–1989, 1991, 1992, 2000, 2001, 2003
- Niederländischer Pokalsieger (3): 1988–1990
- Niederländischer Supercupsieger (1): 1992

## Sonstiges
Seit seinem Vereinswechsel nach Eindhoven 1982 lebt Heintze in den Niederlanden in Nuenen, wo er auch während seiner Zeit in der deutschen Bundesliga und nach seinem Karriereende wohnhaft blieb. Er ist mit einer Niederländerin verheiratet und hat drei Kinder.
Im Alter von 22 Jahren gründete Heintze in Eindhoven eine Druckerei. Zeitweilig besaß er mehrere Firmen, die überwiegend Fanartikel für die PSV Eindhoven produzierten. Als Geschäftsmann war er auch Sponsor des Vereins und durfte daher, wenn er nicht spielte, in der Sponsoren-Lounge verweilen. Außerdem hat er ein Büro im Philips Stadion, dem Stadion der PSV Eindhoven. 2014 wurde bekannt, dass seine Firmen nicht mehr zu seinem Hauptaufgabenfeld gehörten und er in die Immobilienbranche gewechselt sei, während er dem Fußball als Agent in der Sportversicherungsbranche bei Lloyd’s of London verbunden bleibe.